# Acacia montana
Acacia montana é uma espécie de leguminosa do gênero Acacia, pertencente à família Fabaceae.